# Златопіль (Василівський район)
Зла́топіль — село в Україні, у Василівському районі Запорізької області. Населення становить 354 осіб. Орган місцевого самоврядування - Дніпрорудненська міська громада.

## Географія
Село Златопіль знаходиться на лівому березі Каховського водосховища (Дніпро), вище по течії на відстані 1,5 км розташоване село Маячка, нижче за течією на відстані 2 км розташоване місто Дніпрорудне. Поруч проходить автомобільна дорога Т 0817.

## Історія
- 1784 — дата заснування.

## Населення

### Мова
Розподіл населення за рідною мовою за даними перепису 2001 року:
| Мова       | Кількість | Відсоток |
| ---------- | --------- | -------- |
| українська | 326       | 92.09%   |
| російська  | 24        | 6.78%    |
| вірменська | 4         | 1.13%    |
| Усього     | 354       | 100%     |